# Карпов, Борис Константинович
Бори́с Константи́нович Ка́рпов (28 ноября 1943, Ленинград, СССР — 1 июля 2014, Париж, Франция) — советский и российский искусствовед, писатель и переводчик. Автор переводов путеводителей по различным музеям Парижа (Версаль, Лувр, музей Орсэ, Кло-Люсе и др.), каталогов художественных выставок, доклада российских экспертов ООН «О человеческом потенциале в России». Автор статей и ведущий рубрики «Ваш Париж» на интернет-портале «Всё о Франции по-русски. ИнФранс», автор статей в сетевом журнале «Полярная звезда».

## Биография
В 1968 году окончил факультет теории и истории искусства Ордена Трудового Красного Знамени Института живописи, скульптуры и архитектуры имени И. Е. Репина АХ СССР.
С конца 1974 года работал во Франции устным и письменным переводчиком.
В 1976 году выступил в качестве редактора совместного издания «Интуриста», «Аэрофлота» и «Эр Франс» «Париж и Франция. Путеводитель»; путеводитель неоднократно переиздавался.
В 1995—1996 годах занимался переводами выходившего в Москве русского издания журнала «Elle Топ-модель».
В 1996—1999 годах для московского журнала «Директор школы» перевёл порядка 20 статей о французской системе образования.
В 1998 году по заказу Национального института статистических и экономических исследований перевёл на французский язык доклад российских экспертов ООН «О развитии человеческого потенциала в России».
С 1999 года занимался подготовкой к изданию рекламно-информационного журнала на русском языке «Paris In Coming».
В 1999—2000 годах подготовил субтитры к двадцати девяти французским телефильмам для телекомпании TV5, которые ретранслировались телеканалом «НТВ плюс».
Перевёл такие путеводители, как «Версаль. Полное описание дворца и парка» (1995), «Музей Орсэ» и «Собор Инвалидов в Париже» (1996), карманный путеводитель «Музей Орсэ» (1998), буклеты-путеводители «Базилика Сен-Реми в Реймсе», «Шартр. Собор и старые кварталы города» и «Замок Кло-Люсе», проспект «Лувр. Первый визит» (1995), каталог выставки «Инспекция Медицинская герменевтика и русское искусство 90-х годов» (2000), а также тексты видеофильмов «Прогулка по Парижу» (1995) и «Королевский Версаль» (1995), текст для DVD-диска и видеофильма «Сокровища Лувра» (1999—2001).
Переводчик книг «Реймский собор» (1997), «Мысли Леонардо да Винчи» (2008), доклада члена Института Франции отца Сертилланжа «Духовный мир Леонардо да Винчи» (2008). Автор частичного перевода книги французского писателя Андре Билли «Старый и новый Париж», книги французского писателя и психоаналитика Доминика Лапорта «История говна» (2001—2004) и книги французского историка Альфреда Фьерро «История и лексикон Парижа» (2005), а также сокращённого перевода путеводителя «Париж. Путеводитель для пешего туриста» (2002) и книги французского писателя Доминика Ногеза «Ленин Дада» (2005—2006).

## Публикации
Статьи
- Карпов Б. К. Париж с высоты птичьего полета // «Всё о Франции по-русски. ИнФранс». — 28.04.2002. [archive.today/20170228215853/www.infrance.ru/paris/art-paris/paris-vol/paris-vol.html Архивировано] 28 февраля 2017 года.
- Карпов Б. К. Париж в зеркале истории // «Всё о Франции по-русски. ИнФранс». — 28.04.2002. Архивировано 28 февраля 2017 года.
- Карпов Б. К. Новые одежды станций метро // «Всё о Франции по-русски. ИнФранс». — 28.04.2002. [archive.today/20170228214735/www.infrance.ru/paris/art-paris/metro-nouv/metro-nouv.html Архивировано] 28 февраля 2017 года.
- Карпов Б. К. Париж любят туристы и аферисты // «Всё о Франции по-русски. ИнФранс». — 2002. [archive.today/20170228213231/www.infrance.ru/paris/art-paris/aferisty/aferisty.html Архивировано] 28 февраля 2017 года.
- Карпов Б. К. Собака на Сене // «Всё о Франции по-русски. ИнФранс». — 15.10.2002. [archive.today/20170228212426/www.infrance.ru/paris/art-paris/chien/chien.html Архивировано] 28 февраля 2017 года.
- Карпов Б. К. «Деньги не пахнут» // «Всё о Франции по-русски. ИнФранс». — 18.03.2006. [archive.today/20170228212116/www.infrance.ru/paris/art-paris/vespaciane/vespaciane.html Архивировано] 28 февраля 2017 года.
- Карпов Б. К. Парижский квартал Дефанс // «Всё о Франции по-русски. ИнФранс». — 09.06.2007. [archive.today/20170228212909/www.infrance.ru/paris/monuments/la-defense/la-defense.html Архивировано] 28 февраля 2017 года.

Переводы
- «Старый и новый Париж» (Billy A.[фр.]. Paris vieux et neuf, La rive droite et La rive gauche (2 vol.). — Paris: Eugène Rey éd., 1909. — 290+278 p.)
  - Билли А. О любви к Парижу // «Всё о Франции по-русски. ИнФранс». — 06.12.2008. [archive.today/20170228213911/www.infrance.ru/paris/art-paris/amour/amour.html Архивировано] 28 февраля 2017 года.
- «Париж. Путеводитель для пешего туриста» (Paris. Guide du Routard. — Hachette, 2000)
  - Всегда ли Париж будет... Парижем? // «Всё о Франции по-русски. ИнФранс». — 2002. [archive.today/20170228215313/www.infrance.ru/paris/art-paris/fr-paris/fr-paris.html Архивировано] 28 февраля 2017 года.
- «Государство – это сточная труба» // (Интервью Доминика Лапорта газете «Либерасьон» 11-12 марта 1978 г.) Полярная звезда : сетевой журнал. — 15.04.2007. Архивировано 9 июля 2015 года. (Интервью взяли журналисты Ж.-Ф. Фогель и Жан-Луи Ю.; Перевёл с французского Б. К. Карпов)
- «История говна» (Laporte D. Histoire de la merde: prologue. — Paris: Christian Bourgois éditeur[фр.], 1978. — (Première livraison). — ISBN 978-2-267-00109-9.)
  - Лапорт Д. Золото речи, блеск фекалий // Живой Журнал. — 09.10.2009. Архивировано 28 февраля 2017 года. (Частичный перевод первой главы «Золото речи, блеск фекалий» книги; Перевёл с французского Б. К. Карпов)
  - Лапорт Д. Обучение видению и обонянию // Живой Журнал. — 21.09.2003. Архивировано 5 января 2018 года. (Перевод отрывка из подглавы «Обучение видению и обонянию» второй главы «Уборка перед домом» книги; Перевёл с французского Б. К. Карпов)
  - Лапорт Д. Оссуарий и предметы культа // Форумы inFrance — Франция по-русски. — 29.06.2002. Архивировано из оригинала 5 января 2018 года. (Перевод подглавы «Оссуарий и предметы культа» третьей главы «Колониальная вещь» книги; Перевёл с французского Б. К. Карпов)
  - Лапорт Д. «Хризагир» // Форумы inFrance — Франция по-русски. — 08.07.2008. Архивировано 5 января 2018 года. (Перевод подглавы «Хризагир» из четвёртой главы «Non olet» книги; Перевёл с французского Б. К. Карпов)
  - Лапорт Д. Всё, что вы хотели знать об ароматах; Запах антиномичен не только порядку и гигиене, но и красоте. // Форумы inFrance — Франция по-русски. — 16.07.2004. Архивировано 5 января 2018 года. (Перевод подглав «Всё, что вы хотели знать об ароматах» и «Запах антиномичен не только порядку и гигиене, но и красоте» из четвёртой главы «Non olet» книги; Перевёл с французского Б. К. Карпов)
  - Лапорт Д. «Одержимость клоакой». Утопический социализм и ассенизация // Полярная звезда : сетевой журнал. — 16.04.2007. Архивировано 7 июля 2015 года. (Перевод шестой главы «Я на стороне Шекспира» книги; Перевёл с французского Б. К. Карпов) (копия — Лапорт Д. «Я говорю как Шекспир» (sic!) // Живой Журнал. — 30.07.2004. Архивировано 5 января 2018 года.)
- «История и лексикон Парижа» (Fierro A.[фр.]. Histoire et dictionnaire de Paris. — Éditions Robert Laffont[фр.], 1996. — 1580 p. — ISBN 2-221-07862-4.)
  - Фьерро А. История парижских ресторанов // «Всё о Франции по-русски. ИнФранс». — 2005. [archive.today/20170228211633/www.infrance.ru/paris/art-paris/histoire-restos-paris/histoire-restos-paris.html Архивировано] 28 февраля 2017 года.

редакция
- Заславская Н. Париж и Франция. Путеводитель / Ред. Б. К. Карпов. — Париж: Sovtrad Edition, 1976. — 258 с.